# Angela Dwamena-Aboagye
Pour les articles homonymes, voir Dwamena et Aboagye.
Angela Dwamena-Aboagye (née en 1965) est une avocate ghanéenne, militante pour l'égalité des sexes et directrice exécutive de The Ark Foundation Ghana.

## Jeunesse et éducation
Angela Dwamena-Aboagye est née en 1965. 
Dwamena-Aboagye a fréquenté l'école secondaire Mfantsiman et l'école Holy Child. Elle est diplômée de l'université du Ghana et détient un bachelor en droit, ainsi qu'un certificat de droit qualifié en tant qu'avocat de l'École de droit du Ghana. 
Dwamena-Aboagye a également obtenu une maîtrise en droit du Law Center de l'université de Georgetown, à Washington, aux États-Unis, ainsi qu'une maîtrise ès arts en théologie de l'Institut Akrofi-Christaller (en), à Akropong, au Ghana.  

## Carrière
Elle est chargée de cours auxiliaire en genre et en droit à la Faculté de droit de l'Université du Ghana ; et également consultante et formatrice sur le genre et les droits humains des femmes. Elle a également travaillé pour le ministère de la Justice et le département du procureur général de 1990 à 1999, mais a démissionné pour fonder The Ark Foundation Ghana. La Fondation Ark est une ONG qui cherche à défendre les droits humains des femmes au Ghana. Dwamena-Aboagye a créé le premier refuge pour femmes battues au Ghana et a également mis en place un centre de crise, avec un centre juridique et un centre de conseil pour offrir des services de lutte contre la violence sexuelle et sexiste et la maltraitance des enfants dans différents endroits du Ghana, elle est également conseillère et un conférencière en motivation,,,. 

## Vie privée
Elle est mariée à Kwame Dwamena-Aboagye depuis plus de vingt-trois ans. Kwame travaille également comme consultant pour la Fondation et ils ont quatre enfants; Freda, Dorsina, Nana Akua et Kwaku Dwamena-Aboagye. 

## Prix et distinctions
Les réalisations clés d'Angela sur le genre et les droits de l'homme lui ont valu de nombreux prix et distinctions. 
- Elle a reçu le prix de la Commission nationale des enfants du Ghana / Prix national des reportages sur les enfants de l'UNICEF en 1996. Elle a également été lauréate du prix Unilever Ghana (en) pour services distingués pour le développement des femmes et des enfants au Ghana en 2005.
- Prix Femmes de substance du Fonds de développement des femmes africaines  pour 13 femmes africaines distinguées (2005).
- 2e Prix annuel Martin Luther King Jr. pour la paix et la justice sociale, décerné par l'Ambassade des États-Unis d'Amérique en 2009[7],[8].
- Millennium Excellence Awards (2010) pour l'autonomisation des femmes par la Millennium Excellence Foundation (2010)[9].
- Angela est également récipiendaire du First African Servant Leadership National Awards for Women’s Empowerment en 2011[10].